# Гледін
Гледін (рум. Gledin) — село у повіті Бистриця-Несеуд в Румунії. Входить до складу комуни Монор.
Село розташоване на відстані 300 км на північ від Бухареста, 24 км на південний схід від Бистриці, 86 км на схід від Клуж-Напоки.

## Населення
За даними перепису населення 2002 року у селі проживали 613 осіб.
Національний склад населення села:
| Національність | Кількість осіб | Відсоток |
| -------------- | -------------- | -------- |
| румуни         | 580            | 94,6%    |
| цигани         | 33             | 5,4%     |

Рідною мовою назвали:
| Мова      | Кількість осіб | Відсоток |
| --------- | -------------- | -------- |
| румунська | 606            | 98,9%    |
| циганська | 7              | 1,1%     |